# Plesiops oxycephalus
Plesiops oxycephalus es una especie de peces de la familia Plesiopidae en el orden de los Perciformes.

## Morfología
• Los machos pueden llegar alcanzar los 6 cm de longitud total.

## Distribución geográfica
Se encuentra desde las Islas Ryukyu hasta las costa oeste de Sumatra, las Islas Salomón y Vanuatu.